# Meteorologiåret 1974

## Händelser

### Januari
- Januari – I Upper Crystal Creek, New South Wales, Australien faller 1620,6 millimeter regn under månaden, vilket blir regnrekord för en månad i New South Wales [1].
- 5 januari – Vid Vandastationen på Skottkusten, Antarktis uppmäts temperaturen +14.6 °C (59 °F) vilket blir Antarktis högst uppmätta temperatur någonsin [2].

### Februari
- 23-28 februari – 162 centimeter snö uppmäts i Övertorneå, Sverige vilket innebär snödjupsrekord för Norrbotten [3].

### Mars
- 22 mars – I Cullenswood, Tasmanien, Australien faller 352 millimeter regn, vilket blir regnrekord för en dag i Tasmanien [1].
- 22 mars-26 maj – Skövde och Åsaberg, Sverige slår nytt svenskt rekord för längsta tid utan nederbörd [4].

### Juli
- 8 juli – Twin Cities i Minnesota, USA upplever sin värsta värmebölja på 101 år [5].

### Oktober
- Oktober – 265 millimeter nederbördsmängd faller över Ockelbo, Sverige vilket innebär månadsnederbördsrekord för Gästrikland [6].

## Födda
- 19 juni – Amy Freeze, amerikansk meteorolog.

## Avlidna
- 7 februari – Coching Chu, kinesisk geolog och meteorolog.
- 1 december – Jacqueline Wonsetler, amerikansk meteorolog.
- 31 december – Sverre Petterssen, norsk meteorolog.
- Okänt datum – Bernard Doucette, filippinsk meteorolog.

### Fotnoter
1. 1 2  ”Australian Temperature Extremes”. Bureau of Meteorology. 1 april 2009. http://www.bom.gov.au/climate/extreme/records/national.pdf. Läst 4 februari 2011.
2. ↑  Global Measured Extremes of Temperature and Precipitation. National Climatic Data Center. Läst 21 juni 2007.
3. ↑  ”SMHI”. Arkiverad från originalet den 18 april 2011. https://web.archive.org/web/20110418031323/http://www.smhi.se/kunskapsbanken/meteorologi/norrbottens-klimat-1.5008. Läst 5 februari 2011.
4. ↑  SMHI
5. ↑  ”Arkiverade kopian”. Arkiverad från originalet den 21 juli 2010. https://web.archive.org/web/20100721153842/http://climate.umn.edu/pdf/day_in_weather_history/july_wx_history.pdf. Läst 16 februari 2011.
6. ↑  SMHI